# Vickers F.B.14
El Vickers F.B.14 fue un biplano de caza/reconocimiento biplaza británico diseñado y construido por Vickers Limited. Se construyeron alrededor de 100 ejemplares para el Real Cuerpo Aéreo, pero sólo tuvieron un uso limitado porque fueron diseñados para un motor más grande, que no estaba disponible cuando comenzó la producción, y no cumplió con las expectativas de rendimiento.

## Diseño y desarrollo

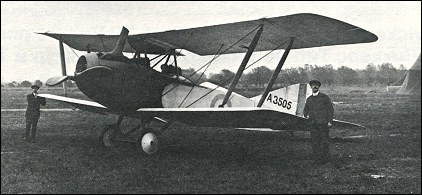

El F.B.14 era un biplano convencional de un solo vano con dos cabinas abiertas en tándem y un tren de aterrizaje fijo con patín de cola. Fue diseñado para utilizar un nuevo motor, el lineal BHP de 170 kW (230 hp), que más tarde se convertiría en el Siddeley Puma. El fuselaje de tubos de acero se completó a mediados de 1916, pero el motor no estaba listo y se le instaló un Beardmore de 120 kW (160 hp) en su lugar. El avión estaba falto de potencia con el motor Beardmore y sufría problemas de fiabilidad, por lo que se entregaron más de 50 aviones de producción al Real Cuerpo Aéreo sin motores. Se probó un motor más fiable, pero el  Beardmore de 90 kW (120 hp) no ayudó a alcanzar el rendimiento requerido. Los intentos de instalar motores alternativos dieron como resultado varias variantes, siendo la más exitosa la del motor en V Rolls-Royce Eagle IV. Sin embargo, el rendimiento del avión era inferior al del Bristol F.2B contemporáneo y se abandonó el desarrollo posterior del F.B.14.
El F.B.14 tuvo un uso operativo limitado; algunos fueron enviados a Mesopotamia y siete fueron utilizados en escuadrones de defensa local. El F.B.14D con motor Rolls-Royce, mientras se utilizaba para probar una mira experimental en Orfordness el 22 de julio de 1917, se enfrentó a un ataque aéreo alemán y reivindicó el derribo no confirmado de un bombardero Gotha frente a Zeebrugge.

## Variantes
F.B.14
Avión de producción propulsado por un motor Beardmore de 120 kW (160 hp), 104 construidos por Vickers en Weybridge.
F.B.14A
Remotorizado con un motor en V Lorraine-Dietrich de 110 kW (150 hp), uno construido.
F.B.14D
Remotorizado con un motor Rolls-Royce Eagle IV de 190 kW (250 hp) y equipado con alas de dos vanos de mayor envergadura.
F.B.14F
Remotorizado con un motor V-12 refrigerado por aire RAF 4a de 112 kW (150 hp).

## Operadores
Reino Unido
- Real Cuerpo Aéreo

## Especificaciones (F.B.14)
Referencia datos: Vickers Aircraft since 1908 

### Características generales
- Tripulación: Dos (piloto)
- Longitud: 8,7 m (28,4 ft)
- Envergadura: 12 m (39,5 ft) (superior); 10,06 m (inferior)
- Altura: 3,1 m (10 ft)
- Superficie alar: 39,7 m² (427,3 ft²)
- Peso vacío: 754 kg (1661,8 lb)
- Peso cargado: 1181 kg (2602,9 lb)
- Planta motriz: 1× motor lineal de 6 cilindros refrigerado por agua Beardmore 160 hp.
  - Potencia: 120 kW (165 HP; 163 CV)
- Hélices: Bipala de paso fijo

### Rendimiento
- Velocidad máxima operativa (Vno): 160 km/h (99 MPH; 86 kt) a nivel del mar
- Alcance: 3 h 45 min
- Techo de vuelo: 3000 m (9843 ft) (techo absoluto: 3200 m (10 600 pies))
- Tiempo a altitud: 40 min 45 s para 3000 m (10 000 pies)

### Armamento
- Ametralladoras: 

  - 1x Vickers de 7,7 mm frontal fija
  - 1x Lewis de 7,7 mm flexible en un anillo Scarff en la cabina trasera

## Aeronaves relacionadas

### Secuencias de designación
- Secuencia E.F.B./F.B._ (interna de Vickers): ← F.B.9 - F.B.11 - F.B.12 - F.B.14 - F.B.16 - F.B.19 - F.B.23 →